# Alexander Cellarius
Alexander Cellarius  (* 2. Februar 1898 in Troizki, Gouvernement Perm, Russisches Kaiserreich; † 5. Juli 1979) war ein deutscher Marine-Offizier mit Einsatz als Nachrichtenoffizier der Abwehr, Leiter der Kriegsorganisation (KO) Finnland, Gehilfe des Marineattachés.

## Leben

### Werdegang
Nach seinem Schulbesuch trat Alexander Cellarius im Mai 1916 als Kriegsfreiwilliger in die Kaiserliche Marine ein und kam zur I. Marine-Artillerie-Abteilung. Kriegsbedingt erhielt er nur eine eingeschränkte maritime Ausbildung an der Marineschule und auf der Freya. Von August 1916 war er erst als Seekadett und später als Fähnrich zur See bis Kriegsende auf der Thüringen. Am 19. Juni 1918 wurde er Leutnant zur See. Mit der durch den Versailler Vertrag 1919 festgelegten Reduzierung der Streitkräfte des Weimarer Staates erfolgte am 16. August 1920 seine Entlassung aus der Marine.
Doch bereits in den Folgejahren wurde er wieder aktiviert und wurde bis 1939 als Nachrichtenoffizier beim militärischen Nachrichtendienst Abwehr verwendet. Hier war seit 1935 Wilhelm Canaris sein Vorgesetzter.
Kurz vor Beginn des Zweiten Weltkrieges war Alexander Cellarius im Amt Ausland/Abwehr, Abwehrgruppe I M eingesetzt. Mit dem deutschen Überfall auf Polen im September 1939 erhielt er, eingeordnet in die militärischen Strukturen des Oberkommandos der Wehrmacht (OKW) im Baltikum Verwendung mit Sonderaufträgen.

#### Einsatz in Finnland
Ab 1939 war er Gehilfe der Marineattachés Finnland, Estland, Lettland und Litauen und zugleich Leiter der Kriegsorganisation Finnland-Estland. Zur Abdeckung seiner nachrichtendienstlichen Tätigkeit wurde Alexander Cellarius als Assistent des Marineattachés an der deutschen Gesandtschaft in Finnland, Reimar von Bonin eingebaut. Seinen Geschäftssitz hatte er ab 1939 in Tallinn und später als Estland von der Roten Armee besetzt wurde, wechselte Cellarius nach Stockholm. Hauptsächlich bestand sein Auftrag im Aufbau der Kriegsorganisation (K.O.) der Abwehr für Finnland und den baltischen Raum. Schwerpunkt seiner Tätigkeit war in diesen Jahren die Informationsbeschaffung über die militärische Entwicklung der sowjetischen Streitkräfte sowie zu deren logistischer Verteilung in Richtung der finnischen und baltischen Grenzgebiete. Dazu schuf er sich in dem Raum ein Netzwerk an Informanten und arbeitete eng mit dem sogenannten Rowehl-Geschwader zusammen. Das war die unter einer Tarnbezeichnung tätige Fernaufklärungsgruppe des Oberbefehlshabers der Luftwaffe (AufklGrp OB der Lw). Unter seinem Leiter Theodor Rowehl war dieser Dienst für die militärische Luftaufklärung der westlichen Sowjetunion aufgebaut worden. Neben der funktechnischen Überwachung (Horchdienste) wurden von den Flughäfen Stockholm und Helsinki aus Erkundungsflüge gestartet. Die dabei eingesetzten Flugzeuge waren mehrheitlich Zivilmaschinen und flogen im Auftrag der Hansa-Luftbild GmbH. Bei diesen Spionageflügen über sowjetischem Luftraum fertigten die Piloten aus der Höhe, mit gezielten Aufträgen der militärischen Führungsstäbe, Luftbildaufnahmen an. Daraus wurde später entsprechendes militärisches Kartenmaterial erstellt.
Die von Cellarius in diesem Gebiet durchgeführte nachrichtendienstliche Aufklärungsarbeit war bereits ein wichtiger Bestandteil zur Vorbereitung des späteren Unternehmens „Barbarossa“, obwohl in den Jahren um 1939 noch offiziell eine militärische und auch nachrichtendienstliche Zusammenarbeit zwischen der Roten Armee und Teilen der Wehrmacht bestand. Über den Weg regelmäßiger Berichterstattungen, die bei ihm über die Strukturen der Abwehr und zum Teil auch die deutsche Gesandtschaft in Finnland liefen, wurde das erarbeitete Aufklärungsmaterial den einzelnen Lagestäben des OKW und dem Bereich Fremde Luftwaffen, angesiedelt beim Generalstab im Reichsluftfahrtministerium in Berlin zur Erarbeitung von Feindlageberichten zugestellt. Bei einem der absolvierten Aufklärungsflüge mit einer Junkers Ju 86 am 2. Oktober 1939 befand sich auch Cellarius mit an Bord der Zivilmaschine. Pilot war Paul Achilles (1890–1966), der wegen eines eingetretenen Motorschadens zu einer Notlandung gezwungen war. Damit endet der „Ausflug“ des Nachrichtenoffiziers Cellarius mit einer Bruchlandung auf dem finnischen Flughafen Malmi bei Helsinki.

#### Einsatz in Schweden
Auf Grund der im skandinavischen und baltischen Raum eingetretenen, kriegsbedingten Veränderungen musste Alexander Cellarius im Oktober 1940 seinen Sitz nach Schweden verlagern. Erneut wurde für die Abdeckung seiner nachrichtlichen Tätigkeit eine Anbindung an die deutsche Gesandtschaft in Stockholm benutzt. Hier wurde er ab Herbst 1940 offiziell als Gehilfe des deutschen Marineattachés in Schweden, Korvettenkapitän Paul von Wahlert geführt. Durch diesen Schritt verfügte er nun, was dem eigentlichen Ziel seines Auftrages außerordentlich entgegenkam, zusätzlich über einen diplomatischen Status. Nach einer gewissen Einarbeitungszeit in Schweden wurde ihm Anfang 1941 noch die, bisher in diesem Territorium tätig gewesene und als „Büro Wagner“ getarnte regionale Operationseinheit der Abwehr unterstellt. Deren Arbeitsschwerpunkt lag in der nachrichtendienstlichen Aufklärung der Räume Finnland, Schweden und der östlichen Sowjetunion. Damit wurde er Leiter der Kriegsorganisation (K.O.) für Schweden. Ab Juli 1941, mit dem deutschen Überfall auf die Sowjetunion, wurde dem Arbeitsbereich von Cellarius noch die Abwehrmeldestelle Reval zugegliedert. Ab diesem Zeitpunkt war er Gehilfe des Marineattachés Schweden und Finnland und zugleich Leiter der Abwehrstelle Estland. Die durch das hier aufgebaute Netzwerk und die geschaffenen Verbindungen zusammengetragenen Informationen dienten ab Sommer 1941 unmittelbar der Vorbereitung des Angriffs auf die Sowjetunion. Die dazu realisierten Aufträge betrafen die nachrichtendienstliche Aufklärung von militärischen Objekten und Aufmarschgebieten, die Organisation von Gegenaufklärungsaktionen und Durchführung von Sabotageunternehmungen sowohl im Innern der UdSSR als auch im Bereich der Frontlinien. Zu den ständigen Verbindungen von Cellarius gehörte ab Sommer 1941 auch der, seit 1938 in Helsinki als Leiter eines getarnten Tourismusunternehmens tätige Alarich Johann Bross (1904–1982). Die Besonderheit dieses Kontaktes bestand darin, dass Bross im Auftrag des Sicherheitsdienstes der NSDAP in Helsinki tätig war und als Abdeckung dem deutsch-finnischen Befrachtungskontor FIHABE angegliedert war. Die Auftragsstruktur beider Nachrichtenoffiziere war jedoch fast deckungsgleich und im gleichen Operationsgebiet angesiedelt. Sie pflegten daher ab einem bestimmten Zeitpunkt eine solche Zusammenarbeit zum beiderseitigen Nutzen, mit hoher Wahrscheinlichkeit aber ohne das Wissen ihrer jeweiligen Vorgesetzten.

#### In Finnland
Im April 1942 kehrte Alexander Cellarius, am 1. April 1942 zum Fregattenkapitän befördert, wieder nach Finnland zurück. Auch hier erfolgte die Abdeckung seines nachrichtendienstlichen Wirkens wieder über die deutsche Botschaft in Helsinki. Dort wurde er, wie vorher in Stockholm, erneut offiziell als Gehilfe des Marineattachés von Bonin notifiziert. Von Finnland aus bearbeitete er mit geheimdienstlichem Instrumentarium weiterhin den schwedischen Raum und hatte sich an der dortigen Gesandtschaft als verlässlichen Informanten den Presseattaché Karl-Heinz Krämer ins Netzwerk geholt. Noch im Herbst des gleichen Jahres weilte Heinrich Himmler in Stockholm, um dort das zukünftig gemeinsame sicherheitspolitische und polizeiliche Vorgehen zwischen beiden Ländern zu besprechen. Dabei zeigten bereits mehrere Beispiele des anschließenden Wirkens der Kräfte um Cellarius, dass schon zu diesem Zeitpunkt, früher als im Deutschen Reich selbst, der von der NS-Führung gewollte Verschmelzungsprozess von Sicherheitsdienst, Sicherheitspolizei, Gestapo und Abwehr schrittweise vollzogen wurde. Noch deutlicher sichtbar auch daran, dass gemeinsame Beratungen zwischen sowie mit den Akteuren der Abwehr und des Sicherheitsdienstes in Finnland stattfanden. Aus Anlass eines Arbeitsbesuches des Reichsführers der SS Heinrich Himmlers im Herbst 1942, um vor allem das zukünftige gemeinsame Vorgehen zwischen Finnland und Deutschland auf polizeilichem sowie nachrichtendienstlichem Gebiet zu erörtern, wurden sowohl Cellarius als auch Bross mit hinzugezogen. Ein weiteres Beispiel war der Besuch des Reichsaußenministers Joachim von Ribbentrop im Sommer 1944 in Finnland. Nach einer Beurteilung der bestehenden sicherheitspolitischen Lage erhielten beide den Auftrag, unter Einbeziehung von finnischen Staatsbürgern und auf deren Territorium eine von Deutschland geführte „Widerstandsbewegung“ zu installieren. Hauptziel sollte die Störung und Verhinderung eines möglichen Friedensprozesses der amtierenden finnischen Regierung mit der Sowjetunion bilden. Vor allem sollte dabei auf prodeutsche Finnen zurückgegriffen werden, um für den Fall einer solchen Übereinkunft einen Staatsstreich zur Instabilisierung der politischen Verhältnisse in Finnland auszulösen. Einer der für diesen Auftrag gewonnenen Kräfte war der in Finnland lebende Radio-Ingenieur Thoralf Kyrre (1913–1960).
Bereits kurz vor der 1944 erfolgten Eingliederung des Amtes Ausland/Abwehr in die Strukturen des Reichssicherheitshauptamtes übergab Alexander Cellarius die Verantwortung der von ihm in Finnland geschaffenen nachrichtendienstlichen Organisation und deren Kontakte an Alarich Bross. Ihr gemeinsamer Vorgesetzter vor nun der Leiter des Auslandsnachrichtendienstes, Walter Schellenberg beim Amt VI des RSHA. Nachdem das Waffenstillstandsabkommen zwischen der Sowjetunion und Finnland im September 1944 zustande gekommen war, verließ Cellarius das Land erneut.

#### Sonderkommando Nord/Sonderkommando Finnland
Sein neuer Auftrag bestand nunmehr darin, von Stockholm aus das „Sonderkommando Nord“ auch „Sonderkommando Finnland“ zu organisieren und in Gang zu setzen. Diese paramilitärische Einheit war seit September 1944 dem Chef des Reichssicherheitshauptamtes, Ernst Kaltenbrunner direkt unterstellt und hatte den Aufbau deutscher Partisaneneinheiten zum Ziel. Ihre Aufgabe sollte es sein, nach dem zwangsweisen Rückzug der deutschen Truppen, auf dem ehemals besetzten Territorium, Sabotage-, Terror- und Störaktionen zu verüben. Zum engsten Führungskreis von Alexander Cellarius gehörte dabei erneut Alarich Bross, den er, zwar noch in Finnland verortet, als sein Stabschef eingesetzt hatte. Für die Organisation einer Pro-Deutschen-Propagandaarbeit der Unternehmung hatten Cellarius den Finnen Aarne Runolinna (1898–1953) gewonnen. Dazu unterhielt das Sonderkommando einen eigenen Radiosender „Freies Finnland“, stellte antifinnische Flugblätter her und verbreiteten sie mit weiteren Druckschriften. Ziel der ersten Aktionen war, eine Kriegspropaganda mit Verherrlichung der NS-Ideologie und mit Verunglimpfung der auf eine Beendigung von Kampfhandlungen gerichtete Politik Finnlands zu organisieren. Zur Verstärkung ihres Wirkens waren im September im westlichen Teil Helsinkis zwei getarnte Sendeanlagen, auf Dachböden stationiert, in Betrieb genommen worden. Diese sollten die auf finnischem Territorium verbliebenen „Partisanenkräfte“ mit Informationen versorgen und den Kontakt zur Zentral aufrechterhalten.
Mit der weiteren Rückverlegung der Frontlinien richteten Cellarius und Bross Ende 1944 ihren neuen Führungsstab in Swinemünde ein. Von dort aus nahm er im Januar 1945 mehrfach Kontakt zu Führungskräften der regulären finnischen Widerstandsbewegung auf, um sie für ein gemeinsames Handeln zu gewinnen. Eines seiner Vorschläge bestand darin, aus gemeinsamer Kraft eine Exilregierung für Schweden zusammenzustellen, um auch in dem neutralen Land politische Wirkungen erzielen zu können. Zu diesen Plänen erhielt er von dem führenden Vertreter der finnischen Widerstandskräfte, Oberstleutnant Johann Fabritius (1890–1946) eine kategorische Absage. Daraus zogen Cellarius und Bross die Schlussfolgerungen, sich im Weiteren für ähnliche Aktivitäten auf Dänemark und Norwegen, unter Hinzuziehung von deutschen Kampfverbänden, die durch das Oberkommando der Wehrmacht bereitgestellt werden sollten, zu konzentrieren. Den Schwerpunkt ihres Wirksamwerdens sollten, neben der Propagandaarbeit, die Durchführung von Sabotage- und Terrorhandlungen bilden.

#### Zurück in Deutschland
Den Grundstock der durch Alexander Cellarius geführten Einsatzkräfte des Sonderkommandos Nord bildeten zwanzig Finnen, die in verschiedenen Kriegsgefangenenlagern und auf der sächsischen Festung Königstein rekrutiert worden waren. Ziel sollte es sein, diese zu einer SS-Kampfeinheit zu formieren, um sie dann in den Einsatz nach Skandinavien schicken zu können. Dazu wurde vom Stab in Swinemünde aus ein Trainingskamp in Heringsdorf errichtet, in dem die zukünftigen SS-Männer untergebracht und auf die vorgesehenen Geheimdienstoperationen vorbereitet werden sollten. Das erste Kursprogramm begann bereits mit zehn Finnen im Februar 1945. Auf dem Trainingsplan standen vor allem Unterrichtungen im Funken sowie der sachgerechte Umgang mit Ver- und Entschlüsselungstechniken. Daran schloss sich nach drei Wochen die Handhabung von Sprengmitteln und die Organisation von Sabotageaktionen an. Dieser zweite Teil der Ausbildung erfolgte beim SS-Jagdregiment in Neustrelitz, das unter der Leitung von Otto Skorzeny stand. Ab März 1945 wurden die Kämpfer in kleinen Einsatzgruppen zusammengefasst und je nach ihrem konkreten Auftrag per Flugzeug oder U-Boot in der Nähe des vorgesehenen Einsatzortes abgesetzt. Obwohl der Stab von Cellarius in Swinemünde von der vorrückenden Front überrollt wurde, agierten die von ihm organisierten Einsatzgruppen noch bis August 1945. Er selbst geriet in Kriegsgefangenschaft, in der er bis November 1946 verblieb.
Nach seiner Entlassung aus der Internierung war Alexander Cellarius zu einer gegenwärtig nicht bestimmbaren Zeit und mit momentan unbekannten Einsatzorten im Auftrag westlicher Geheimdienste erneut aktiv. Er starb am 5. Juli 1979.